# Корейска вълна
Корейска вълна или Халю (Хангъл: 한류; Ханча: 韓流; Коригирана романизация на корейския език: Hallyu) е неологизъм, описващ разпространението на южнокорейската култура извън пределите на Република Корея след 90-те години на миналия век. Халю вълната се разпространява под формата на кей поп и корейска драма „заливайки“ първоначално пазара на Източна Азия, а с разпространяването на интернет и социалните мрежи и платформи достига до широка публика от целия свят. Голямо е значението на Ютюб, където се качват всички нови корейски музикални видеа, чрез платформата повечето кей поп фенове стават такива. Макар първоначално феновете да се увличат по музиката и идолите, постепенно цялата културата на страната започва да става обект на интерес от феновете. В България Халю вълната също се разпространява, но в сравнение с други страни съседки като Румъния и Турция, почитателите са значително по-малко.
От началото на XXI век, Южна Корея се очертава като основен износител на популярната култура и туризъм, аспекти, които са се превърнали в съществена част от нейната процъфтяващата икономика. Нарастващата популярност на културата в много части на света накара правителството на Южна Корея да подкрепи развлекателната си индустрия чрез субсидии и финансиране на стартиращи фирми превръщайки се в един от световните износители на култура заедно с японската и британската като ниша на пазар, в който в продължение на век доминира САЩ. 
Корейската вълна не обхваща само целия спектър от модерната корейска култура- драма, музика, манга, но и традиционна култура като език и кухня. Според политолога Джоузеф Ний коментира корейската вълна като „нарастващата популярност на всичко корейко от филми до музика и кухня“.

## Халю индекс
| Индекс             | Бърз растеж                         | Среден растеж | Упадък        |
| ------------------ | ----------------------------------- | --- | ------------- |
| Малка популярност  | няма                                | Бразилия Германия Полша | Иран Мексико  |
| Средна популярност | Аржентина Казахстан САЩ             | Австралия Великобритания Индия Канада Русия Република Южна Африка Тайван Турция Обединени арабски емирства Узбекистан Франция | Италия Япония |
| Мейнстрийм успех   | Индонезия Малайзия Тайланд Филипини | Виетнам Мианмар Сингапур | Китай         |